# Гамма Голубя
Гамма Голубя (лат. γ Columbae), HD 40494 — тройная звезда в созвездии Голубя на расстоянии приблизительно 820 световых лет (около 252 парсек) от Солнца. Возраст звезды определён как около 23,6 млн лет.

## История
Арабские астрономы в древности относили эту звезду вместе с ζ CMa, λ CMa, δ Col, θ Col, κ Col, λ Col, μ Col и ξ Col к группе Al Ḳurūd (ألقرد - al-qird, Обезьяны).

## Характеристики
Первый компонент (HD 40494A) — бело-голубая звезда спектрального класса B2,5IV, или B3. Видимая звёздная величина звезды — +4,35m. Масса — около 6,233 солнечной, радиус — около 9,506 солнечного, светимость — около 2070,37 солнечной. Эффективная температура — около 15007 K.
Второй компонент — красный карлик спектрального класса M. Масса — около 121,77 юпитерианской (0,1162 солнечной). Удалён в среднем на 2,752 а.е..
Третий компонент (BD Голубя (лат. BD Columbae)) — жёлтый карлик, вращающаяся переменная звезда типа BY Дракона (BY:) спектрального класса G8V, или G8. Видимая звёздная величина звезды — от +12,73m до +12,66m. Масса — около 0,94 солнечной, радиус — около 0,89 солнечного, светимость — около 0,682 солнечной. Эффективная температура — около 5646 K. Удалён на 33,6 угловой секунды (в среднем около 8889 а.е.).